# いい風よ吹け
『いい風よ吹け』（いいかぜよふけ）は、日本の歌手である沢田研二の36作目となるオリジナル・アルバム。
1999年8月25日に東芝EMI／イーストワールドよりリリース、2003年にJULIE LABELより再発。

## 解説
本作はジャケット写真がシースルーの用紙を被せた二重加工になっている他、CDケース裏側も半透明になっておりCD盤面（沢田の写真が刻印されている）が見えるなど、ユニークなデザインとなっている。またインナーフォトでは様々なファッションスタイルの沢田を見ることが出来、同一スタイルのバリエーションが多かった近作と比較してもビジュアル面に注力している作品といえる。デザインは早川タケジ。
一方サウンド面では3作連続の提供となった樋口了一に加え、小林亜星が1曲提供している。全編曲は白井良明。樋口は2作連続でアルバムタイトル曲の作曲を担当したことになる。
ツアーは同年にオープンしたばかりの「Zepp Tokyo」でも行なわれた。沢田がライブハウスでのライブを行なうことは珍しく、以後は行なっていない。

## 収録曲
- 全編曲：白井良明

1. インチキ小町
  - 作詞:覚和歌子／作曲:依知川伸一
2. 真夏・白昼夢
  - 作詞:沢田研二／作曲:白井良明
3. 鼓動
  - 作詞:GRACE／作曲:白井良明
4. 無邪気な酔っぱらい
  - 作詞:沢田研二／作曲:吉田光
5. いい風よ吹け
  - 作詞:沢田研二／作曲:樋口了一
6. 奇跡
  - 作詞:覚和歌子／作曲:大山泰輝
7. 蜜月
  - 作詞:沢田研二／作曲:白井良明
8. ティキティキ物語
  - 作詞:覚和歌子／作曲:吉田光
9. いとしの惑星
  - 作詞:覚和歌子／作曲:吉田光
10. お気楽が極楽
  - 作詞:沢田研二／作曲:依知川伸一
11. 涙と微笑み
  - 作詞:沢田研二／作曲:小林亜星